# Клоук, Кристен
Кри́стен Энн Кло́ук (англ. Kristen Ann Cloke, род. 2 сентября 1968) — американская актриса.
Поступила в Калифорнийский Государственный университет в Нортридже (драматическое искусство). Снималась в эпизодических ролях в сериалах. Известна своими ролями в сериалах «Космос: Далёкие уголки», «Секретные материалы», «Счастье», «Она написала убийство», «Другие», «Шёлковые сети» и «Квантовый скачок». В 1997 году она заняла 9-е место в списке самых красивых женщин паранормальных сериалов журнала «Femme Fatales». В 1998 году вышла замуж за Глена Моргана, став приёмной матерью детям Глена. Сейчас пара до сих пор вместе и воспитывает 4-х детей.
Впервые Кристен Клоук появилась на экране в 1990 году в небольшом эпизоде сериала «Сидни». Дебют на большом кино — в том же году в фильме «Мегавилль».

## Фильмография
| Год       | Название на русском        | Название на английском  | Роль                    |
| --------- | -------------------------- | ----------------------- | ----------------------- |
| 1990      | Мегавилль                  | Megaville               | Кристина                |
| 1992      | Невиновная молодая женщина | Caged Fear              | Кристен                 |
| 1992      | Шелковые сети              | Silk Stalkings          | Энни Оверстрит          |
| 1992      | Оставайтесь с нами         | Stay Tuned              | Велма                   |
| 1992      | Доктор Дуги Хаузер         | Doogie Howser, M.D.     | Сьюзан Роджерс          |
| 1992      | Квантовый скачок           | Quantum Leap            | Ширли Константин        |
| 1993      | Весёлая компания           | Cheers                  | Шона                    |
| 1993      | Диагноз: убийство          | Diagnosis: Murder       | Джози Свонсон           |
| 1994      | Член семьи                 | A Part of the Family    | Джина                   |
| 1994      | Западный Вайкики           | One West Waikiki        | Венди Кокран            |
| 1994      | Без ума от тебя            | Mad About You           | продавщица              |
| 1994      | Она написала убийство      | Murder, She Wrote       | Эмма Кемп               |
| 1995—1996 | Космос: Далёкие уголки     | Space: Above and Beyond | Лейтенант Шейн Вансон   |
| 1996      | Секретные материалы        | X Files                 | Мелисса Риделл          |
| 1997      | Ярость                     | The Rage                | Келли МаКорд            |
| 1997—1998 | Миллениум                  | Millennium              | Лара Минс               |
| 1998      | Месть без предела          | Vengeance Unlimited     | Тамара Симпсон          |
| 2000      | Пункт назначения           | Final Destination       | Валери Льютон           |
| 2000      | Другие                     | The Others              | Эллисон                 |
| 2001      | Счастье                    | Felicity                | Рабби Мариса Левин      |
| 2003      | Уиллард                    | Willard                 | психиатр (нет в титрах) |
| 2006      | Чёрное Рождество           | Black Christmas         | Ли Колвин               |
| 2011      | Милые обманщицы            | Pretty Little Liars     | Сьюзан                  |
| 2017      | Леди Бёрд                  | Lady Bird               | мисс Стеффанс           |
| 2017      | Предания                   | Lore                    | доктор Марджори Фриман  |